# Esther López
Esther López Arroyo (San Sebastián, Guipúzcoa, 29 de noviembre de 1974) actual entrenadora del Haro Rioja Vóley.
Como jugadora profesional de voleibol lo hacía en la posición de líbero consiguiendo numerosos títulos y  reconocimientos a lo largo de su trayectoria hasta su retirada en 2017.

## Trayectoria
Debutó como jugadora en el Hernani Kirol Elkartea. Posteriormente militó en los siguientes clubes: Toledo, Ciudad Real, Vitoria, Caja de Ávila, Burgos, Tenerife, Club Voley Miranda, Club Voleibol Ciudadela, Club Voleibol Haro y Club Voleibol Murillo hoy convertido en Club Voleibol Logroño.
Como jugadora siempre utiliza el dorsal número 18.

## Palmarés

### Equipo
- 6 Supercopas.[1]
- 10 Superligas.[2]
- 8 Copas de la Reina.[3]
- 1 Champions League.[4]

### Individual
- 2015/16.- MPV

- 2015/16.- Elegida  de la Copa de la Reina.[5]
- 2014/15.- Elegida 9 veces en el 7 ideal de la jornada de Superliga.
- 2013/14.- Elegida 5 veces en el 7 ideal de la jornada de Superliga.
- 2010/11.- Elegida en el 7 ideal de las jornadas 2 y 3 de Superliga.
- Mejor líbero de Europa de la Temporada 2003/04.
- Mejor receptora de Europa de la Temporada 2004/05.
- Mejor jugadora de la Superliga 2004/05.
- Mejor líbero de Europa de la Temporada 2006/07.